# Oosterdokskade 143
Oosterdokskade 143 te Amsterdam is een gebouw op het Oosterdokseiland in Amsterdam-Centrum. Het gebouw staat ingeklemd tussen die Oosterdokskade, de Willem Frederik Hermansstraat, Oosterdoksstraat en Annie M.G. Schmidtstraat.

## Historie bouwplaats
Het Oosterdokseiland is een aangeplempt kunstmatig eiland in de zuidrand van het IJ. Het kreeg vastere vorm met de bouw van het Station Amsterdam-Centraal. Het terrein kreeg een noodstation en vervolgens een rangeerterrein. In de jaren zestig kwam het hoofdpostkantoor van de PTT die hier onder andere Post CS-gebouw neerzette. De PTT vertrok er na nog geen halve eeuw en de gemeente Amsterdam begon de terreinen te herontwikkelen. (Bijna) Alle bestaande gebouwen werden daarbij gesloopt en er kwam na 2003 nieuwbouw naar een stratenplan van Erick van Egeraat met relatief hoge gebouwen en nauwe straatjes daartussen.

## Gebouw
Een van die nieuwe gebouwen was bestemd tot de hoofdvestiging en centrale van de Openbare Bibliotheek Amsterdam. Die hoofdvestiging was eerder gevestigd aan de Keizergracht 444 (1919-1977) en Prinsengracht 587 (1977-2007). Dit waren in de ogen van de directeur nog “klassieke bibliotheken”. Hij wilde meer een “culturele supermarkt”. Vanaf 7 juli 2007 had het de beschikking over een nieuw gebouw aan Oosterdokskade 143.
Architecten Jo Coenen en Geert Coenen ontwierpen een gebouw met zeven verdiepingen en een vloeroppervlak van circa 28.000 m². Alles moest passen in deze postzegelarchitectuur met vastgestelde hoogte, breedte en diepte (40 x 40 x 120 meter). Deze eisen schrikten andere architecten af. Coenen en Co wilde in tegenspraak met bovenstaande juist een “klassieke bibliotheek” met als voorbeeld de grote bibliotheken in Parijs en Berlijn. Het gebouw en inrichting moest in hun ogen ontzag voor literatuur uitstralen, vandaar dat Coenen en Co zowel het gebouw als de binnenwereld ontwierp. Er kwamen naast de gebruikelijke bibliotheekruimten (lees-, studie- en computerruimten) ook theater- en tentoonstellingsruimten in het gebouw. Het verschil van inzicht (nieuw tegenover oud) leidde regelmatig tot conflicten, die zo hoog opliepen dat Coenen van de bouwgronden geweerd werd.

Coenen kwam voor 73,5 miljoen euro met een gebouw geplaatst op een verhoogde plint (opstapje). Het merendeel van het gebouw als ook de toegangstrap is opgetrokken uit een lichte variant aan natuursteen. Daarboven komt een lijnenspel met veel rechthoekige ramen, waarbij allerlei kleurschakeringen opduiken en dat afgesloten worden met een bovenplaat in dezelfde kleur als de plint. Wat direct in het oog springt in de voorgevel althans is een gebouwhoge kolom, die als het ware (in één hoek) voor het gebouw staat. Aan die kolom is niet alleen de naam zichtbaar; het is ook deels drager van een grote luifel met spitse punt. Die luifel wordt aan de oostkant gedragen door een tweede kolom, die juist in het gebouw staat. Coenen ging bij zijn ontwerp op zoek naar een juiste balans tussen licht en oriëntatiepunten, hetgeen resulteerde in verspringende verdiepingsvloeren. Hij constateerde zelf: 
Het lijkt van buiten een gesloten doos. Maar binnen ontvouwt zich een grote Innenwelt.
Coenen omschreef het ontwerptraject als een beeldhouwwerk. Uitgaande van een monoliet werden door gestelde eisen en wensen steeds aanpassingen verricht tot het uiteindelijke gebouw er was. Coenen stemde zo de binnen- en buitenwereld van de bibliotheek op elkaar af. Het gebouw werd in 2008 genomineerd voor de Amsterdamse Architectuur Prijs, maar legde het af tegen de "Brede school De Kikker" van Dok Architecten. Wel kreeg het in 2009 de "Wan Civic Building of the Year-prijs". Opvallend is dat Coenen ook een gedetailleerd ontwerp voor de oostelijke gevel maakte, terwijl op die plek ook nieuwbouw zou komen, weliswaar op enige afstand, maar toch te krap om goed zicht op dat onderdeel te krijgen.
Vijf jaar na de opening bleek bij nadere beschouwing dat de beleving van de bibliotheek nog steeds sterk wisselde tussen degenen die een moderne bibliotheek wilden en degenen die een klassieke bibliotheek voor ogen hadden. Ook de inrichting door Ingrid Annokkee voldeed niet aan ieders wensen.
Aan de achterzijde is een kantoor gevestigd van TomTom.

## Afbeeldingen

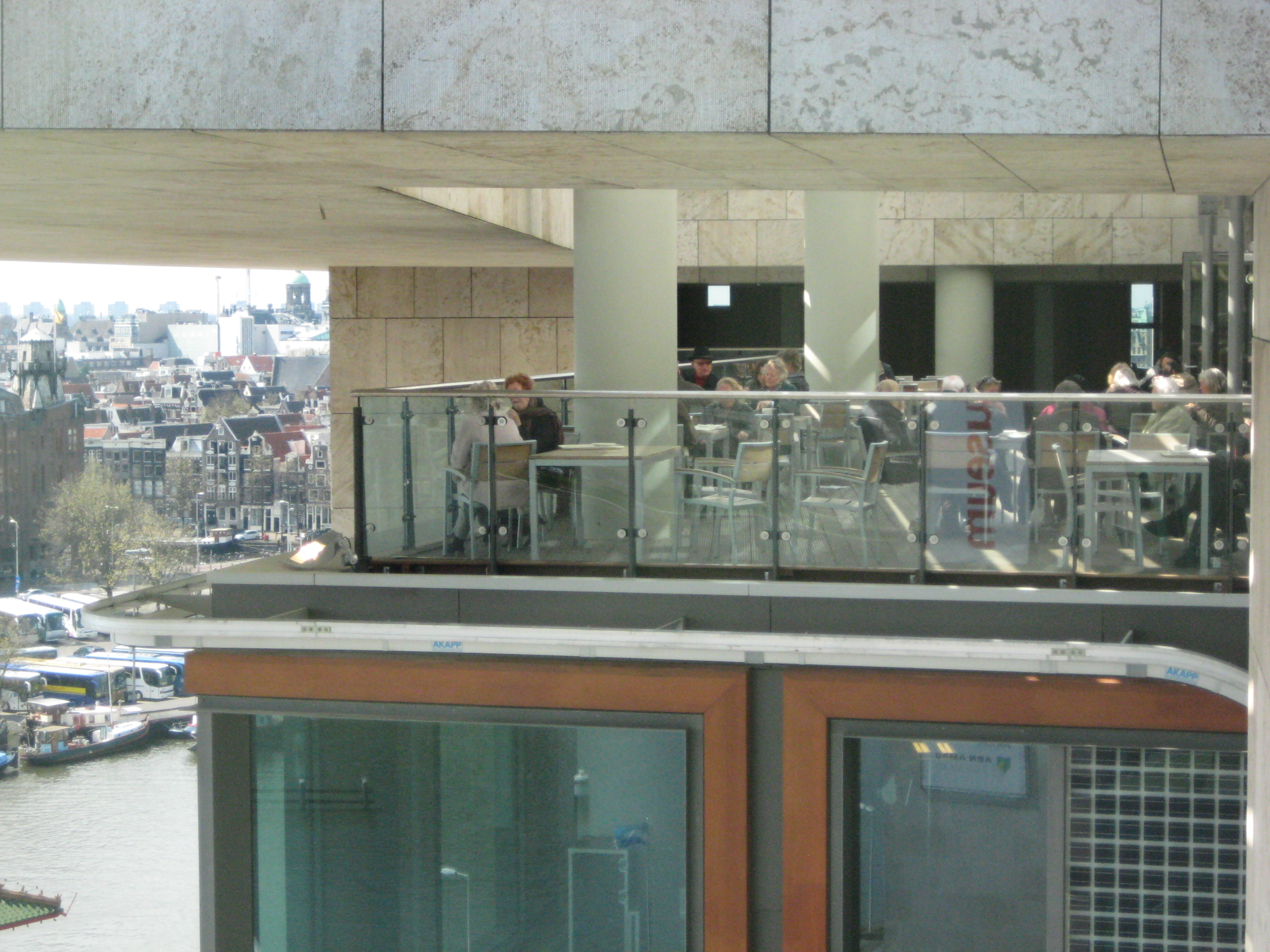
Dakterras van de Centrale Bibliotheek
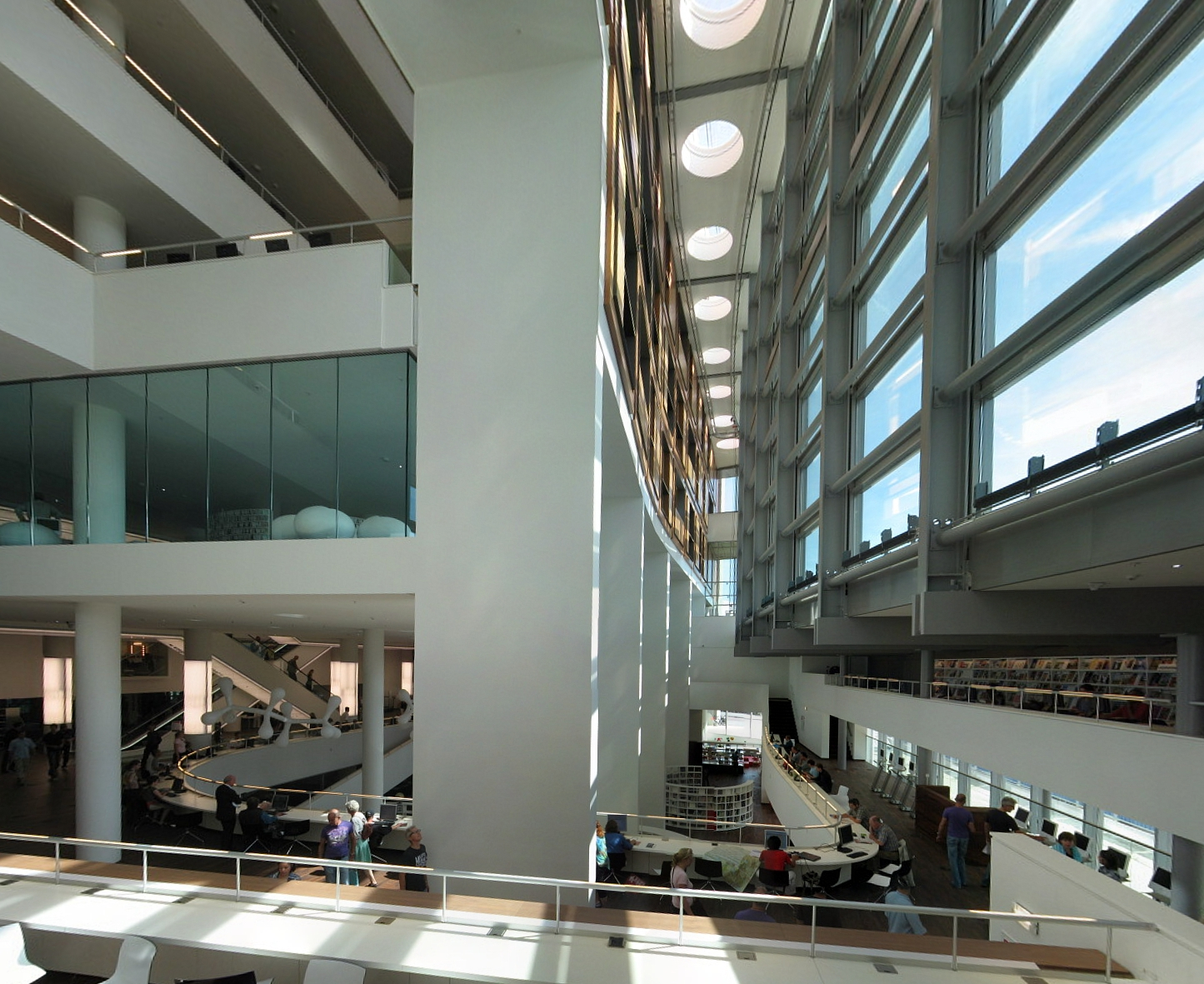
Lange zichtlijnen en hoge ruimtes
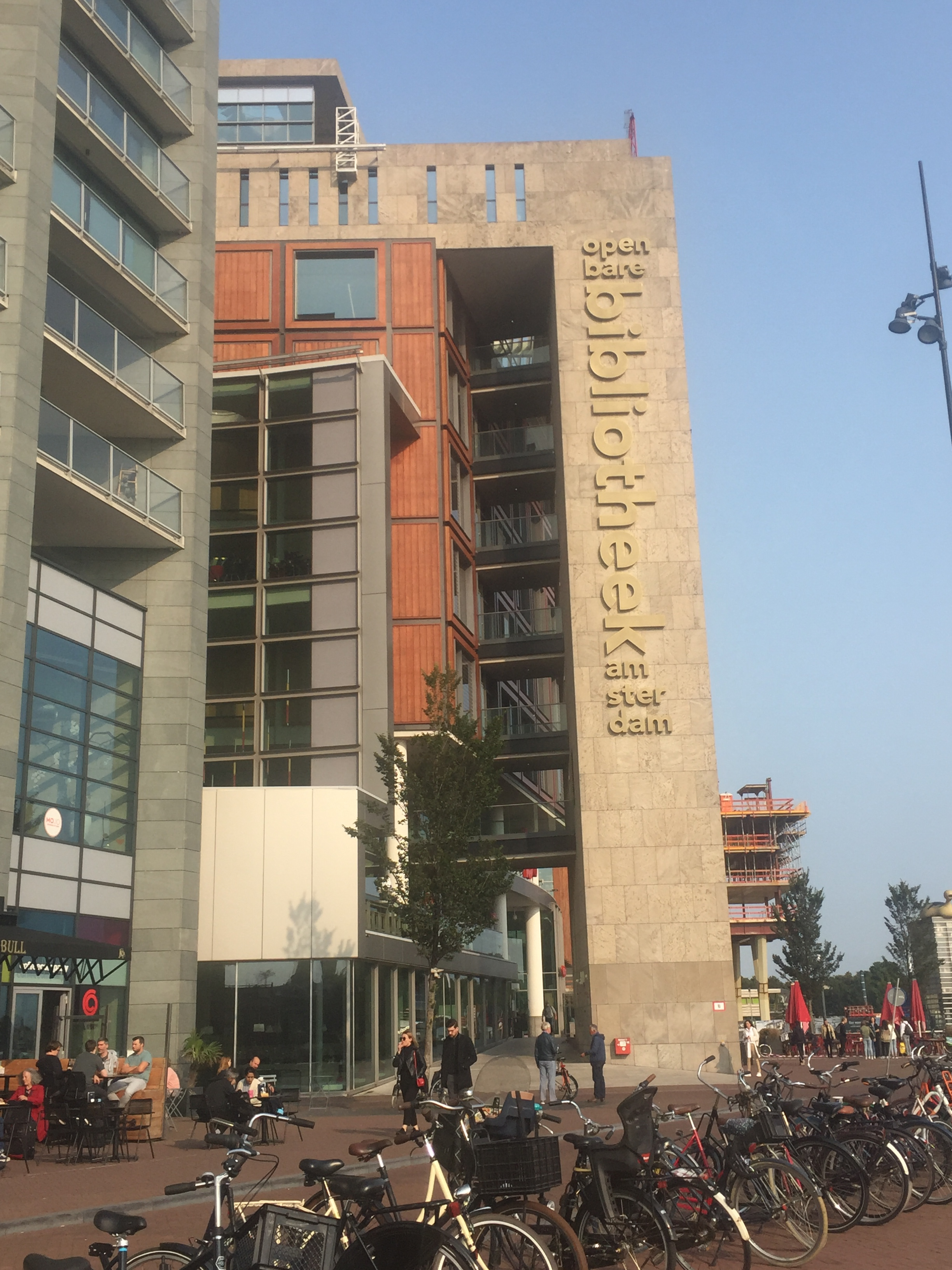
Losstaande zuil